# Darko Tomašević
Darko Tomašević (Brčko, 15. veljače 1972.), hrvatski katolički svećenik, teolog, bibličar i sveučilišni profesor iz Bosne i Hercegovine. Dekan je Katoličkoga bogoslovnog fakulteta u Sarajevu.

## Životopis
Rođen je 1972. u Brčkom, a kršten 23. veljače 1972. u župi sv. Vida mučenika u Vidovicama. Osnovnu školu završio je 1987. u Vidovicama, a srednju pohađao i ispitom zrelosti okončao 1991. godine u Dubrovniku u Humanističkoj srednjoj školi za odgoj klera „Ruđer Bošković“. Studij teologije završio na Vrhbosanskoj katoličkoj teologiji u Sarajevu te diplomirao 17. lipnja 1997. Za svećenika Vrhbosanske nadbiskupije zaređen je 29. lipnja 1997. Nakon što je jednu godinu pastoralno djelovao kao župni vikar u Novom Travniku, 1998. odlazi na postdiplomski studij u Rim na Papinski biblijski institut, gdje 2002. postiže licencijat iz Sv. Pisma postigao, a 21. lipnja 2005. obranio doktorsku disertaciju na Papinskom Sveučilištu sv. Tome Akvinskog u Rimu (Angelicumu) pod naslovom The Parable about the Widow and the Judge (Luke 18:1-8). Exegetical theological study (Prispodoba o udovici i sucu (Lk 18,1-8). Egzegetsko-teološka studija). Od zimskog semestra ak. god. 2005./2006. predaje na Vrhbosanskoj katoličkoj teologiji u Sarajevu. Iste godine je dekretiran i za službu vicerektora Vrhbosanskog bogoslovnog sjemeništa, koju je obnašao do 2009. godine. Od 2009. godine predaje većinu novozavjetnih traktata na Katoličkom bogoslovnom fakultetu u Sarajevu. Iste godine izabran je za docenta na KBF-u te prodekanom za znanost u trima mandatima (2009. – 2015.). U srpnju 2012. imenovan kanonikom Stolnog kaptola Vrhbosanskog. U zvanje izvanrednog profesora imenovan 4. lipnja 2014. Od 1. listopada 2015. obnaša dužnost dekana Katoličkog bogoslovnog fakulteta u Sarajevu. U zvanje redovitog profesora izabran je 26. veljače 2020.